# Alexander Nachama
Alexander Nachama (geb. 1983 in Frankfurt am Main), Sohn von Andreas Nachama und Enkel von Estrongo Nachama, ist (liberaler bzw. konservativer) (Militär-) Rabbiner und Kantor. 

## Leben
Von 1998 bis 2011 war er (ehrenamtlicher) Vorbeter, dann Kantor in Berlin, 2012 bis 2018 Rabbiner in Dresden (nach seiner Ausbildung am Abraham Geiger Kolleg 2013 zum Rabbiner ordiniert), vom 1. September 2018 bis Ende August 2023 war er Landesrabbiner von Thüringen und betreute die Gemeinden Erfurt, Jena und Nordhausen. Seit 1. September 2023 ist er Militärrabbiner bei der Bundeswehr in Potsdam, zuständig für Berlin und Brandenburg, offiziell in sein Amt eingeführt im Mai 2024.
| Personendaten    | Personendaten       |
| ---------------- | ------------------- |
| NAME             | Nachama, Alexander  |
| KURZBESCHREIBUNG | Rabbiner und Kantor |
| GEBURTSDATUM     | 1983                |
| GEBURTSORT       | Frankfurt am Main   |